# Karsten Kühn
Karsten Kühn (* 13. März 1989 in Leipzig) ist ein deutscher Schauspieler.

## Leben
An der Musikschule Leipzig „Johann Sebastian Bach“ absolvierte Kühn eine Ausbildung in Hip-Hop und Klavier. Seit dem Start der Serie im Oktober 1998 spielt er bei In aller Freundschaft die Rolle des Jakob Heilmann. Kühn wuchs in Brandis bei Leipzig auf und legte das Abitur am Gymnasium in Wurzen ab. Im Jahr 2011 zog er nach Freiberg und studierte Wirtschaftswissenschaften an der dortigen Bergakademie. Im Jahr 2016 wechselte er an eine Universität in den alten Bundesländern.
Am 27. Dezember 2015 wurde im Rahmen der TV-Kochshow Das perfekte Dinner ein In-aller-Freundschaft-Spezial gesendet, neben ihm nahmen noch Hendrikje Fitz (Pia Heilmann), Andrea Kathrin Loewig (Kathrin Globisch) und Michael Trischan (Hans-Peter Brenner) teil.

## Privates
Im September 2010 wurde bekannt, dass Kühn in einen Drogen-Skandal verwickelt ist. In einem von ihm erworbenen Leipziger Gasthof fand man insgesamt 153 Cannabis-Pflanzen. Kühn legte ein volles Geständnis ab. Sein Anwalt betonte jedoch, es handele sich dabei um Pflanzen zum gelegentlichen Eigenbedarf.

## Filmografie
- Seit 1998: In aller Freundschaft (Fernsehserie)
- 2010: Heldensage (Kurzfilm)